# راتاتویی

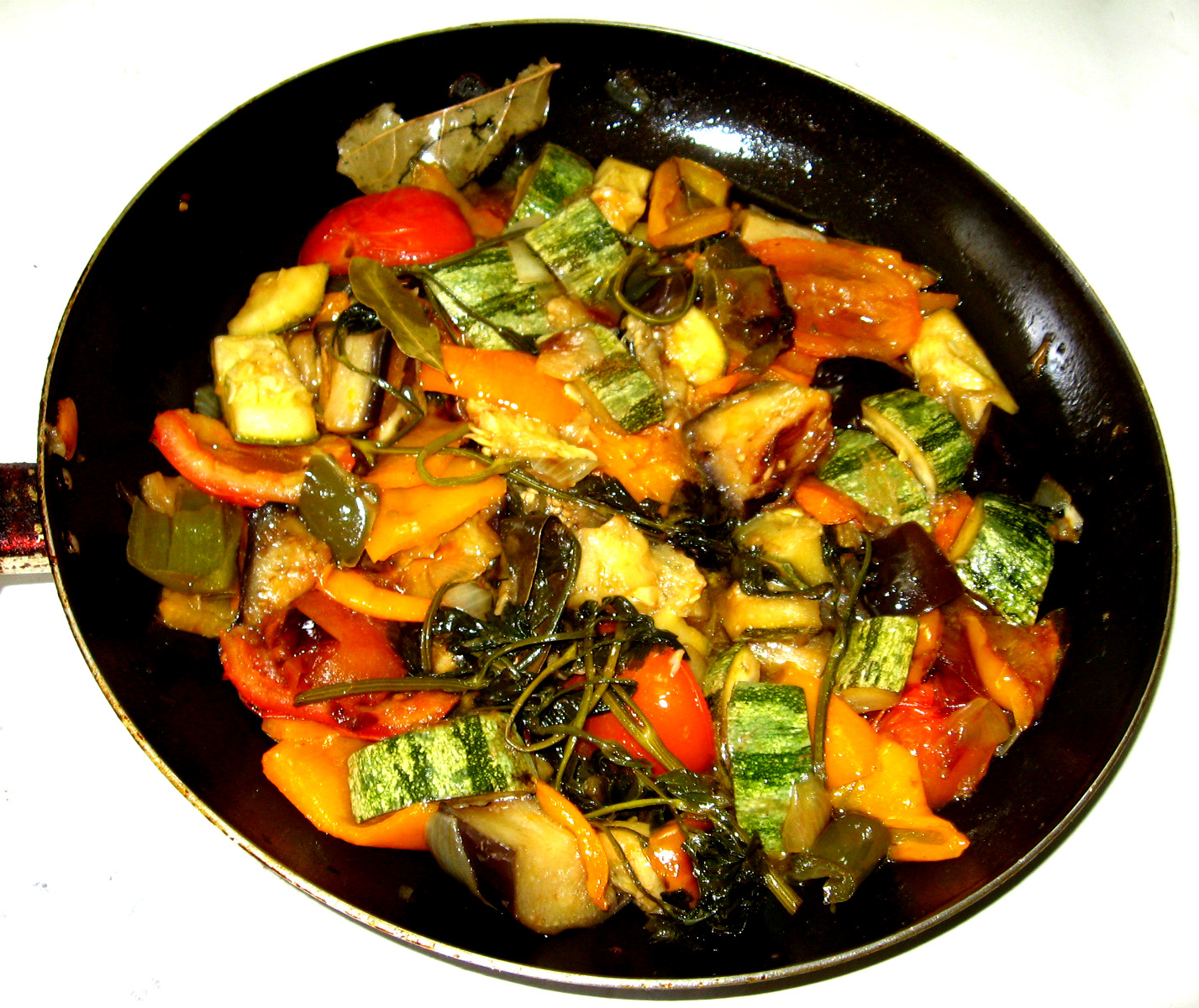
یک ماهیتابه راتاتوی

راتاتویی (‎/ˌrætəˈtuːi/‎ RAT-ə-TOO-ee, فرانسوی: [ʁatatuj] (); اکسیتان: ratatolha [ʀataˈtuʎɔ]  ( listen)) یک غذای سنتی فرانسوی است که با سبزیجات پخته می‌شود. این غذا ریشه در زندگی مردمان ناحیه پروانس فرانسه و شهر نیس دارد.

## نام
کلمه فرانسوی "راتاتوی"، از اکسیتان ratatolha اخذ شده است و مربوط به فرانسوی ratouiller و tatouiller، بیانگر فعل touiller، به معنای هم زدن است.

## روش پخت
راتاتوی از اواخر قرن هجدهم، در فرانسه، صرفاً به حالت یک خورشت ساده پخت می‌شد. ولی در راتاتوی مدرن - گوجه فرنگی به عنوان پایه اصلی این غذا همراه با سیر، سیب، پیاز، کدو سبز، بادمجان، فلفل دلمه، رازیانه یا برگ‌های خاردار و آویشن، یا ترکیبی از گیاهان سبز مانند گیاهان دو پرونس پخته و سرو می‌شود.

## طرز تهیه
ابتدا بادمجان‌ها را پوست می‌گیریم و می‌شوییم و روی تخته به صورت حلقه‌های بزرگ خرد می‌کنیم و کنار می‌گذاریم.
بعد سیر را پوست می‌گیریم و می‌شوییم و پیاز را نیز پوست می‌گیریم و آبکش می‌کنیم و روی تخته نگینی خرد می‌کنیم و سیر را نیز همراه آن خرد می‌کنیم.
سپس کمی روغن زیتون در یک تابه بزرگ می‌ریزیم و روی حرارت قرار می‌دهیم تا روغن داغ شود و پیاز و سیر را در روغن تفت می‌دهیم تا نرم و سبک شود.
بعد فلفل دلمه ای را می‌شوییم و به صورت مربع‌های کوچک برش می‌دهیم و داخل تابه می‌ریزیم و با پیاز و سیر تفت می‌دهیم تا فلفل‌ها نیز نرم شوند.
بعد مواد داخل تابه را در بشقابی می‌ریزیم و تابه را مجدداً روی حرارت می‌گذاریم و کمی روغن زیتون کف تابه می‌ریزیم و بادمجان‌ها را در تابه می‌ریزیم تا کمی سرخ شوند.
گوجه فرنگی‌ها را می‌شوییم و به صورت مربع‌های درشت خرد می‌کنیم و به بادمجان اضافه می‌کنیم و مخلوط پیاز و سیر و فلفل دلمه ای را به مواد داخل تابه اضافه می‌کنیم و خوب تفت می‌دهیم و مواد را زیر و رو می‌کنیم و پودر آویشن را روی مواد می‌پاشیم و کمی نمک و فلفل نیز روی مواد می‌ریزیم و مخلوط می‌کنیم تا طعم ادویه‌ها به خورد مواد برود.
در تابه ای کوچک کمی روغن می‌ریزیم و اجازه می‌دهیم تا کمی داغ شود و بعد رب گوجه فرنگی را در روغن تفت می‌دهیم تا رنگ روغن کاملاً قرمز شود و رب بوی خامی ندهد، سپس رب را به مواد اضافه می‌کنیم و نصف لیوان آن روی مایه راتاتویی می‌ریزیم و مواد را مخلوط می‌کنیم و حرارت را کم می‌کنیم و در تابه را می‌گذاریم تا مواد کاملاً پخته شوند و آب موجود در تابه کاملاً تبخیر شود.
پس از تبخیر آب مواد و پخت راتاتویی، تخم مرغ‌ها را روی مواد می‌شکنیم و صبر می‌کنیم تا کاملاً پخته شوند و در ظرف مورد نظر سرو کنید.

## مواد تشکیل‌دهنده
- بادمجان
- کدو
- پیاز
- گوجه‌فرنگی
- رب گوجه فرنگی
- پیاز داغ
- سیر رنده شده
- روغن زیتون
- نمک، فلفل سیاه و زرچوبه

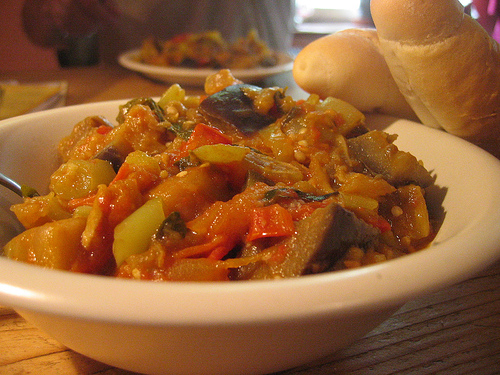
ترکیبی مخلوط، پخت به شکل مخلوط سبزیجاتی
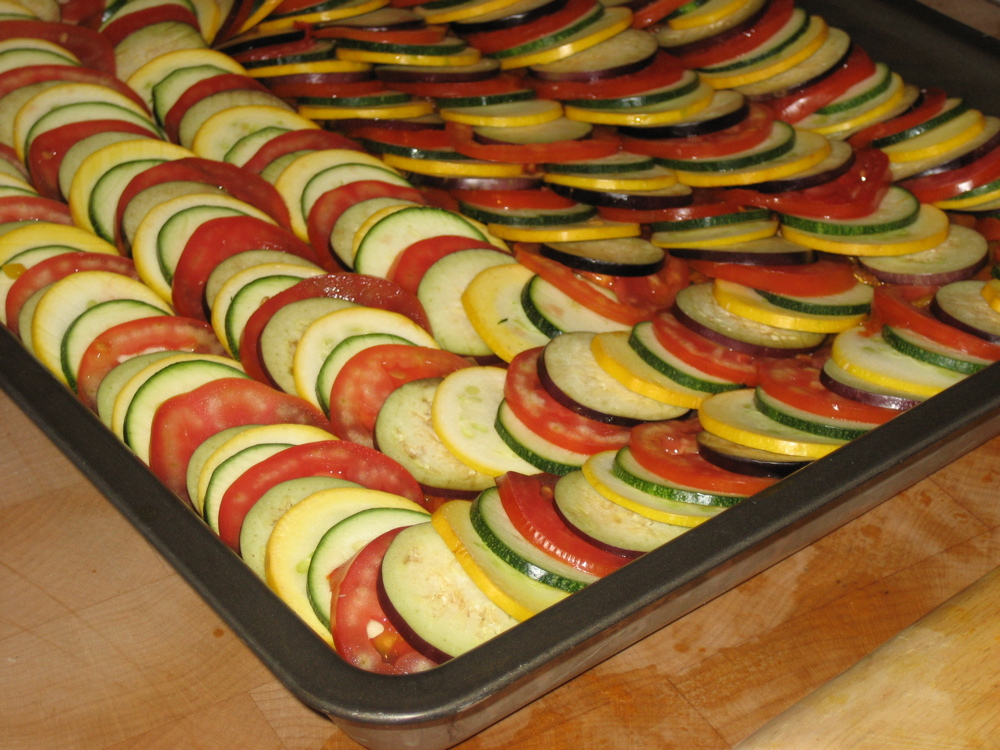
مخلوط منظم به شکل نواری، برای فر
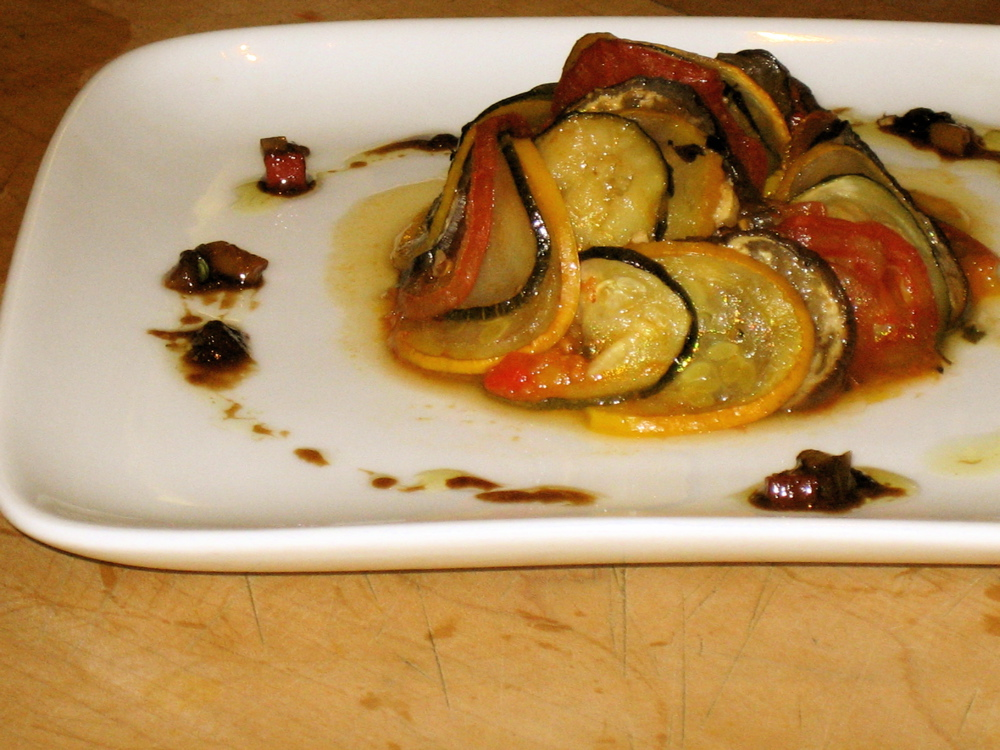
سرور شده با روغن زیتون
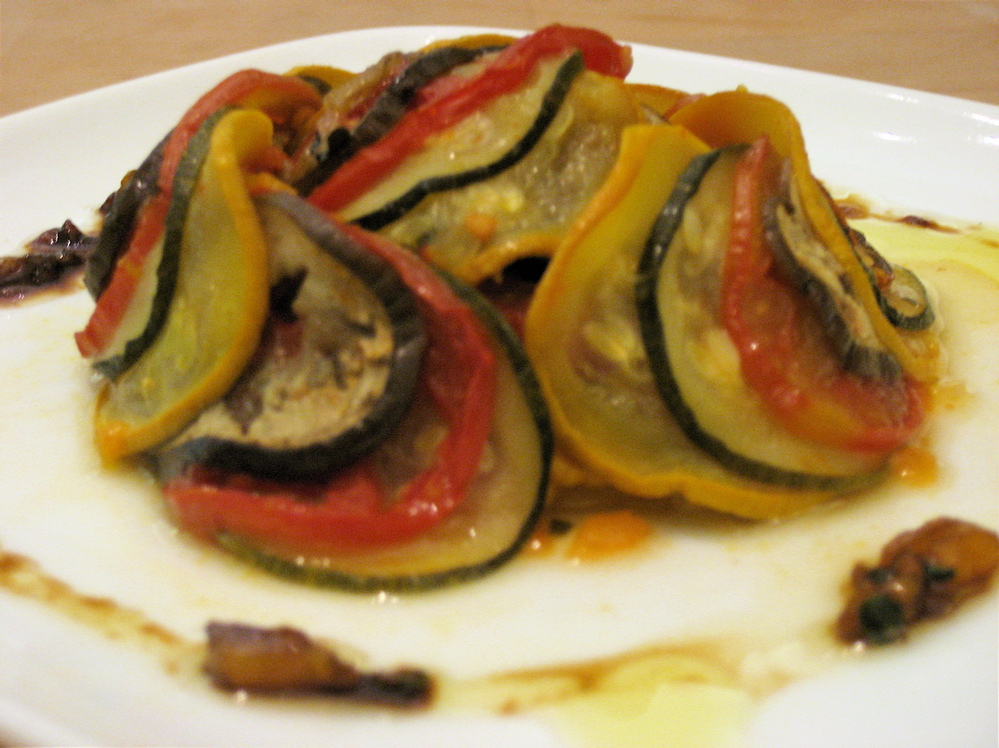
مخلوط برش و حلقه ای به شکل مارپیچ
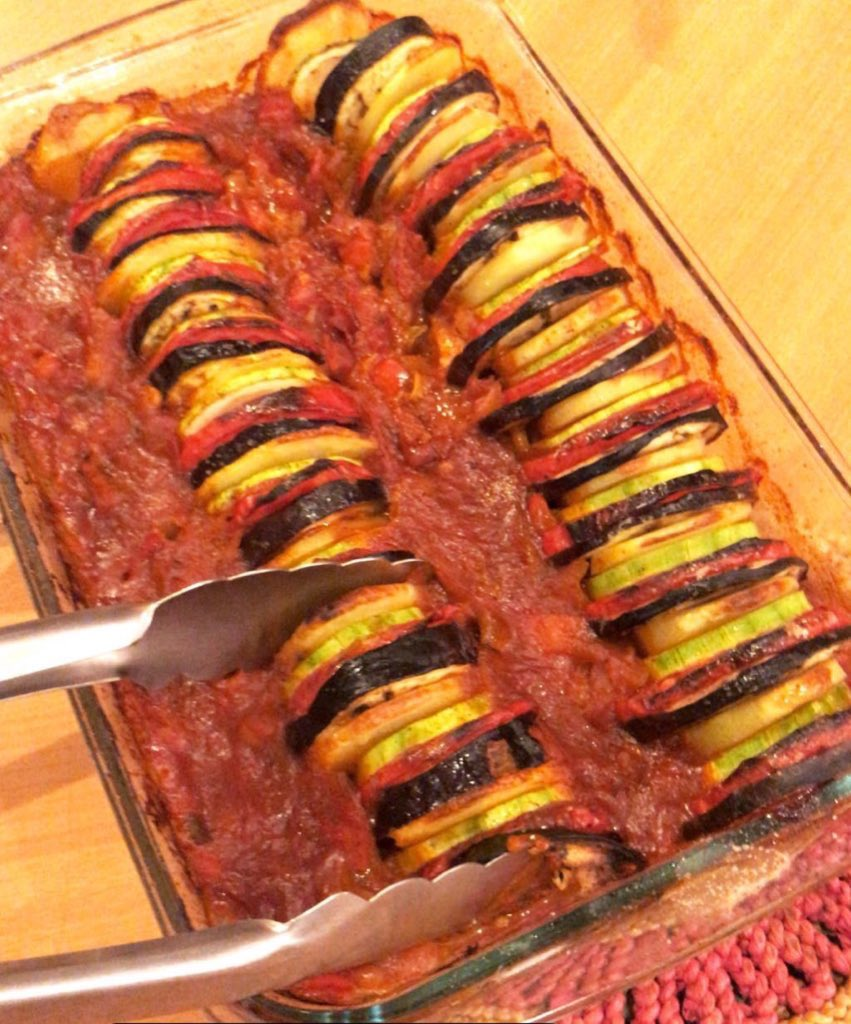
شکل ساده پخته شده